# Függőcseppkő

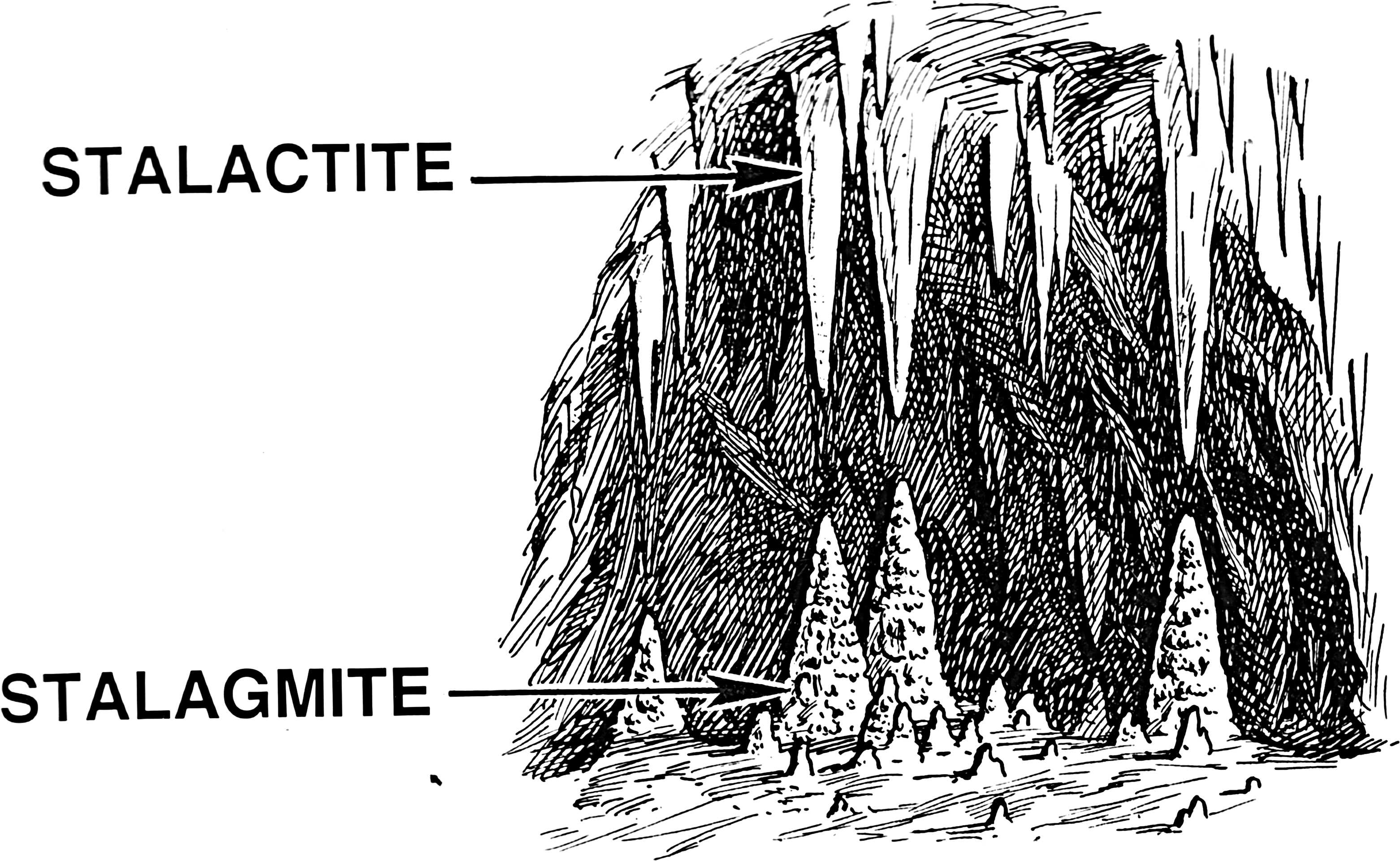
Sztalaktit és sztalagmit

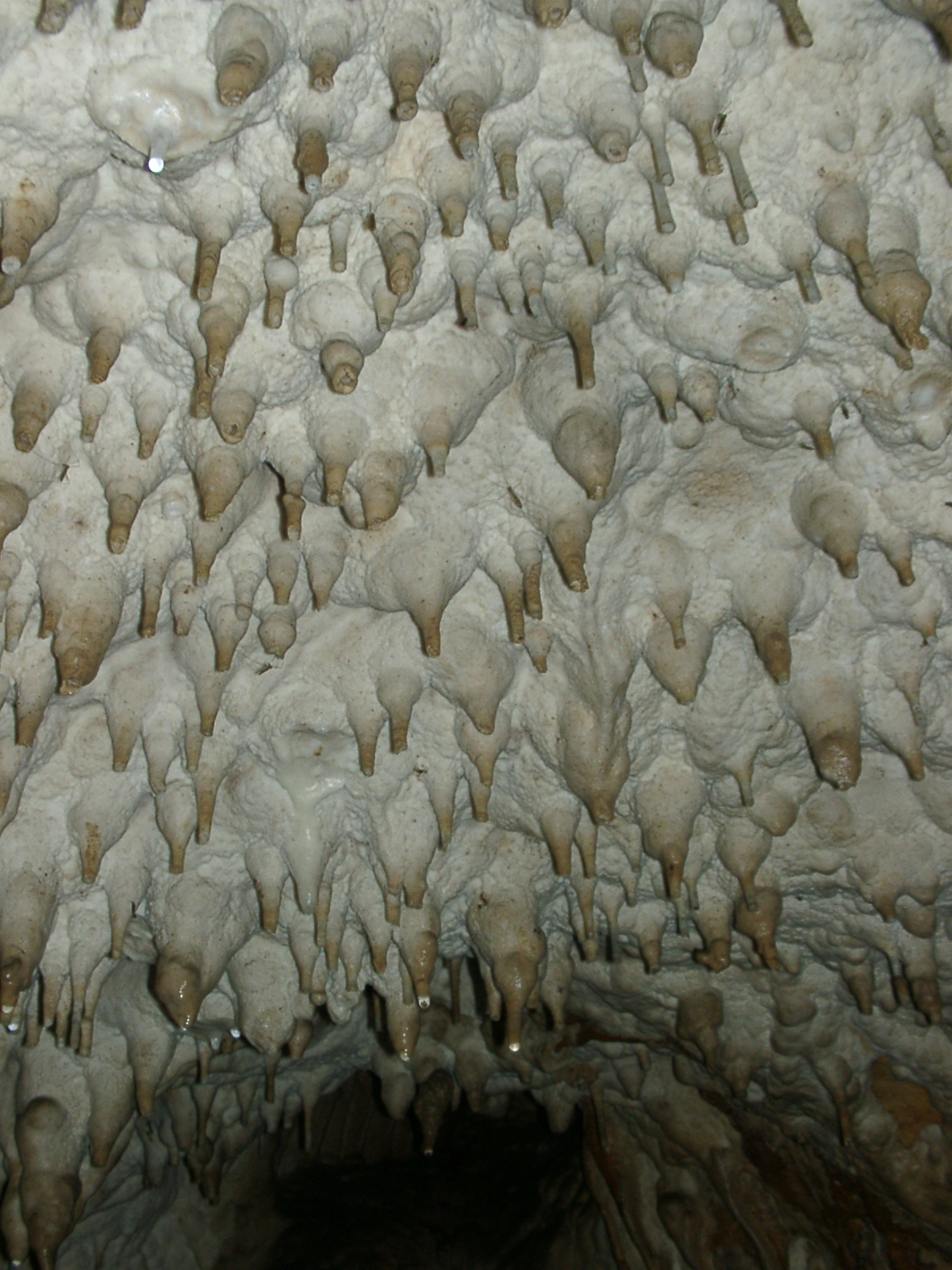
Függőcseppkövek a Pilis-barlangban

A függőcseppkő vagy sztalaktit (a görög stalaktites (Σταλακτίτης) szóból) a cseppkő egyik megjelenési formája, a barlangi kiválások leggyakoribb és legközismertebb típusa. A még le nem cseppent karsztvízből válik ki, így a barlangok mennyezeti részeiről jégcsapszerűen csüng alá.
Ásványtanilag a második legváltozatosabb kiválástípus: benne a kalciton kívül még 68 ásvány fordulhat elő (hazánkban a jég, a goethit és a gipsz). A talajra hulló vízcseppekből válik ki az állócseppkő (sztalagmit); a sztalaktit és a sztalagmit összenövésével pedig kialakulhat a cseppkőoszlop (sztalagnát).
Fontos, hogy a cseppkövekhez ne érjenek hozzá a barlang látogatói, mert a kézről vékony zsírréteg tapad rá, ami gátolja a további növekedésben.

## Sztalaktitváltozatok

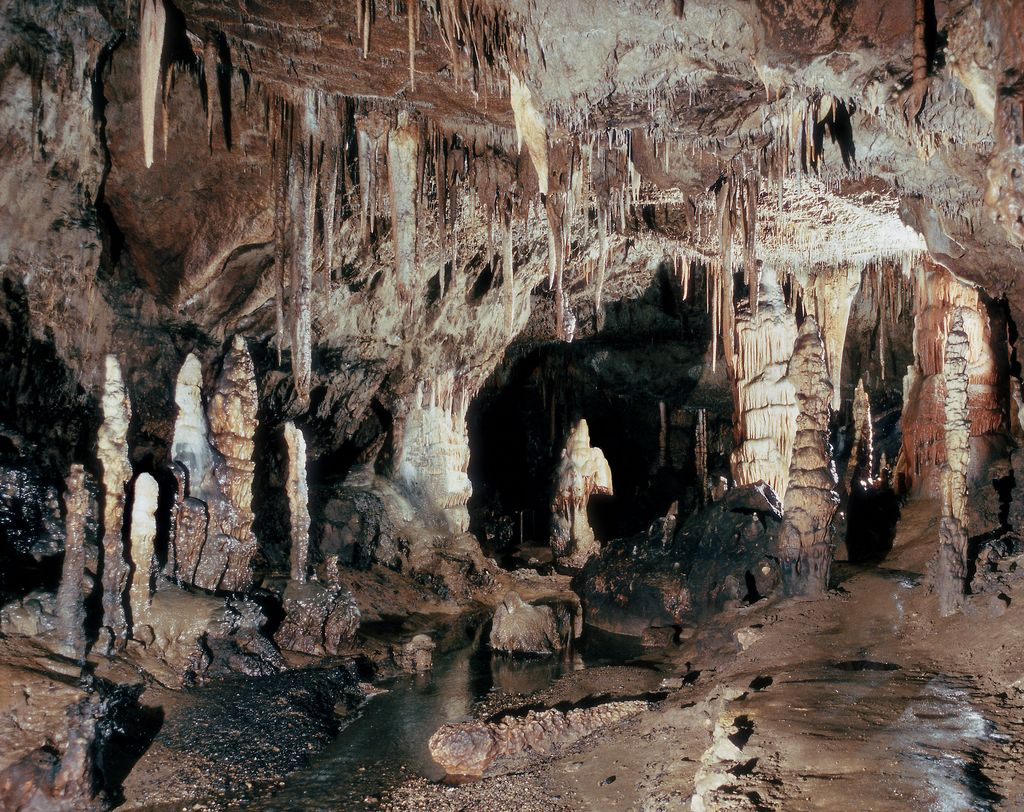
Cseppkőképződmények a Baradla–Domica-barlangrendszerben

- Cseppkőcsap. 10–15 cm hosszúságú, vaskos függőcseppkő.
- Cseppkőfüggöny.
- Drapéria.
- Heliktit (görbecseppkő). Látszólag ellentmond a gravitáció törvényének, kukac vagy horog alakú képződmény.
- Retekcseppkő.
- Szalmacseppkő. A függőcseppkő embrionális változata. Vékony falú, csőszerű, törékeny képződmény.

## Nem karsztos eredetű függőcseppkövek
- Gázhólyagheg (cicatriz) olyan újraolvadásos lávasztalaktitformáció, amely a mennyezeten alakult lávabuborék szétdurranásából marad vissza. Többnyire dohánylevél formájú lávacafrang.

- Hólyagos lávasztalaktitek (vesicular). Újraolvadásos, vagy másodlagos lávasztalaktitek. Egyenletes fröcskölésként jelentkeznek a mennyezeten és a falak felső részén. Belsejük szivacsos a sok gázhólyagtól.

- Konikusz (conica, kúp) elsődleges keletkezésű lávasztalaktit. Eltérő hosszúságú és keresztmetszetű, sima felszínű kúpok. Az arányosan domborodó formájúakat „tetá”-nak (emlőnek), a csoportos, többnyúlványúakat „ubré”-nek (tőgynek) nevezzük.

- Szabálytalan lávasztalaktitek (irregulárok). Elsődleges keletkezésű lávasztalaktitek. Ellentétben a szabályos kúp alakú képződményekkel, ezek bordázott felszínűek, excentrikusak, rongycafathoz hasonlóak, belsejük többnyire hólyagos.

- Szilikátsztalaktit. Formájukban, színükben nagyon hasonlítanak a kalcitcseppkövekhez. Vannak vékony szalmacseppkövek, termetes csapok, vagy drapériák stb.

- Üreges lávasztalaktitek (szinuszok) újraolvadásos, másodlagos keletkezésű lávasztalaktitek. Hosszú, vékony, hólyagos szerkezetű képződmények. A hólyagokban oxid és szilikátkristályok vannak. Külső felületükön a rájuk rakódott vas-, titán- és szilíciumtartalmú anyagok miatt hasonlítanak a bazaltra. Alakjuk igen változatos, egyenes, vagy enyhén görbülő csövek, végükön kőzetgombolyaggal, de lehetnek erősen ívelt, fodros változatok is. Felszínükön a mikrokristályok sokszor gyűrűkbe vannak rendeződve.